# Stiropius prunicola
Stiropius prunicola är en stekelart som först beskrevs av Whitfield 1988.  Stiropius prunicola ingår i släktet Stiropius och familjen bracksteklar. Inga underarter finns listade i Catalogue of Life.